# Eleições legislativas na Áustria em 2017
As eleições legislativas na Áustria em 2017 (em alemão:  Nationalratswahl in Österreich 2017) tiveram lugar em 15 de outubro.
O partido mais votado foi a Lista de Sebastian Kurz - Novo Partido Popular (31,5%), seguido do Partido Social-Democrata (26,9%) e do Partido da Liberdade (26,0%).
O líder do partido mais forte da coligação vencedora costuma ser nomeado Chanceler do novo governo.

## Um novo governo
O presidente Alexander van der Bellen incumbiu Sebastian Kurz de formar um novo governo, resultante de uma coligação entre o Partido Popular (ÖVP) e o Partido da Liberdade (FPÖ).
Em 18 de dezembro de 2017, tomou posse o Primeiro Governo Kurz (Bundesregierung Kurz I), liderado por Sebastian Kurz, com a participação do Partido Popular (ÖVP, conservador) e do Partido da Liberdade (FPÖ, nacionalista). 
No acordo de coligação, um documento de 180 páginas para os próximos 5 anos, ressaltam a permanência da Áustria na União Europeia, o fortalecimento da polícia, a diminuição dos impostos e o aumento das rejeições aos refugiados recém-chegados.

## Partidos
Os principais partidos a concorreram a estas eleições são os seguintes:
| Partido | Partido                                        | Líder                   |
| ------- | ---------------------------------------------- | ----------------------- |
|         | Lista de Sebastian Kurz - Novo Partido Popular | Sebastian Kurz          |
|         | Partido Social-Democrata                       | Christian Kern          |
|         | Partido da Liberdade                           | Heinz-Christian Strache |
|         | NEOS - A Nova Áustria                          | Matthias Strolz         |
|         | Lista de Peter Pilz                            | Peter Pilz              |

## Resultados Oficiais
| Partido                 | Partido                       | Votos     | %             | +/-    | Deputados | +/-     |
| ----------------------- | ----------------------------- | --------- | ------------- | ------ | --------- | ------- |
|                         | Partido Popular Austríaco     | 1 595 526 | 31,5 / 100,0  | 7,5    | 62 / 183  | 15      |
|                         | Partido Social-Democrata      | 1 361 746 | 26,9 / 100,0  | 0,1    | 52 / 183  | Estável |
|                         | Partido da Liberdade          | 1 316 442 | 26,0 / 100,0  | 5,5    | 51 / 183  | 11      |
|                         | NEOS - A Nova Áustria         | 268 518   | 5,3 / 100,0   | 0,3    | 10 / 183  | 1       |
|                         | Lista de Peter Pilz           | 223 544   | 4,4 / 100,0   | Novo   | 8 / 183   | Novo    |
|                         | Os Verdes - Alternativa Verde | 192 638   | 3,8 / 100,0   | 8,6    | 0 / 183   | 24      |
|                         | O Meu Voto Conta!             | 48 233    | 1,0 / 100,0   | Novo   | 0 / 183   | Novo    |
|                         | Outros                        | 63 282    | 1,3 / 100,0   |        | 0 / 183   |         |
| Votos Inválidos         | Votos Inválidos               | 50 950    | 1,0 / 100,0   | 0,9    |           |         |
| Total                   | Total                         | 5 120 879 | 100,0 / 100,0 |        | 183 / 183 |         |
| Eleitorado/Participação | Eleitorado/Participação       | 6 400 998 | 80,0 / 100,0  | 5,1    |           |         |
| Fonte                   | Fonte                         | [ 10 ]    | [ 10 ]        | [ 10 ] | [ 10 ]    | [ 10 ]  |